# 加藤拓
加藤 拓（かとう たく、1969年 - ）は、日本のテレビディレクター、演出家、エグゼクティブプロデューサー。
奈良県出身。京都大学経済学部卒業。

## 略歴
京都大学経済学部を卒業後、1991年にNHK入局。テレビドラマの企画・演出に携わる。
1999年のNHKドラマ館『疾風のように』の演出により平成11年度（第54回）文化庁芸術祭賞テレビ部門放送個人賞を受賞。
チーフ演出・脚本を担当したスペシャルドラマ『坂の上の雲』が第38回（2011年度）放送文化基金賞テレビドラマ部門本賞を受賞。
2017年の特集ドラマ『眩〜北斎の娘〜』の演出により、平成29年度（第68回）芸術選奨文部科学大臣新人賞（放送部門）を受賞。

## 作品

### テレビドラマ
- 連続テレビ小説
  - ええにょぼ（1993年）
  - 天うらら（1998年）
  - 天花（2003年）
- ドラマ新銀河 くろしおの恋人たち（1994年）
- 土曜ドラマ
  - 風になれ鳥になれ（1998年）
  - 55歳からのハローライフ（2014年）
- NHKドラマ館 疾風のように（1999年）
- 時代劇ロマン 柳橋慕情（2000年）
- 金曜時代劇
  - 茂七の事件簿 ふしぎ草紙（2001年）
  - 茂七の事件簿 新ふしぎ草紙（2002年）
  - 茂七の事件簿3 ふしぎ草紙（2003年）
- ハイビジョンドラマ館 生き残れ（2005年）
- 大河ドラマ
  - 秀吉（1996年）
  - 功名が辻（2006年）
  - 八重の桜（2013年） - チーフ演出
  - どうする家康（2023年） - 演出統括
- スペシャルドラマ 坂の上の雲 第3部（2011年） - チーフ演出・脚本
- NHK大河ファンタジー
  - 精霊の守り人（2016年） - 制作統括
  - 精霊の守り人II 悲しき破壊神（2017年） - 制作統括・演出
- 特集ドラマ 眩〜北斎の娘〜（2017年）
- スペシャルドラマ ストレンジャー〜上海の芥川龍之介〜（2019年）

## 受賞歴
- 1996年
  - 第11回ザテレビジョンドラマアカデミー賞 監督賞（佐藤幹夫､黛りんたろう、柴田岳志、真銅健嗣、鹿島由晴、大友啓史、中島由貴らと共に）（『秀吉』）[7]
- 1999年
  - 第54回文化庁芸術祭賞 テレビ部門 放送個人賞（『疾風のように』）[4]
- 2017年
  - 第68回芸術選奨文部科学大臣新人賞 放送部門（『眩〜北斎の娘〜』）[6]
- 2018年
  - 第4回大山勝美賞[8]
- 2020年
  - 第46回放送文化基金賞 番組部門 演出賞（『ストレンジャー〜上海の芥川龍之介〜』）[9]